# Calocedrus
Calocèdre, Cèdre à encens
Genre
Calocedrus (les cèdres à encens) est un genre comprenant trois espèces de conifères, appartenant à la famille des Cupressacées. Originaires de l'ouest des États-Unis, indigènes également en Chine et en Birmanie, ces arbres sont naturalisés en Europe depuis le XIXe siècle et souvent plantés dans les parcs, où ils se détachent par leur haute stature et leur port conique. Malgré leur nom populaire, ils sont beaucoup plus proches des thuyas que des cèdres, en raison notamment de leurs feuilles.

## Espèces
- Calocedrus decurrens (Torr.) Florin. Synonymes : Heyderia decurrens (Torr.) K. Koch - Libocedrus decurrens Torr. Autres noms populaires : calocèdre, cèdre blanc de Californie.
- Calocedrus formosana (Florin) Florin. Synonymes : Libocedrus formosana Florin. Autres noms populaires : calocèdre de Taiwan.
- Calocedrus macrolepis Kurz. Synonymes : Libocedrus macrolepis (Kurz) Benth. & Hook. Autres noms populaires : calocèdre de Chine.

## Description
Arbres étroitement coniques, à ramure dense, avec de nombreuses branches sinueuses aux rameaux aplatis en éventail. Le feuillage est persistant, composé d'écailles assez longues, décurrentes à la base, de couleur vert sombre brillant, dégageant une assez forte odeur de résine au froissement. Ces arbres sont monoïques, avec des fleurs mâles d'environ 3 mm, globulaires et dorées, et des fleurs femelles devenant des petits cônes pointus, étroits et ovoïdes. D'abord d'un vert intense, ces cônes deviennent bruns à maturité (environ un an), libérant des petites graines ailées.
Les rameaux sont semblables à ceux des thuyas et chamaecyparis, mais s'en distinguent par des écailles plus allongées, deux à trois fois plus longues que larges.

## Utilisation
Leur bois léger est utilisé pour la confection de crayons ou de lambris. Tendre et de structure homogène, il est utilisé en sculpture. Comme leur nom l'indique, l'écorce peut être brûlée comme encens.

## Liens externes

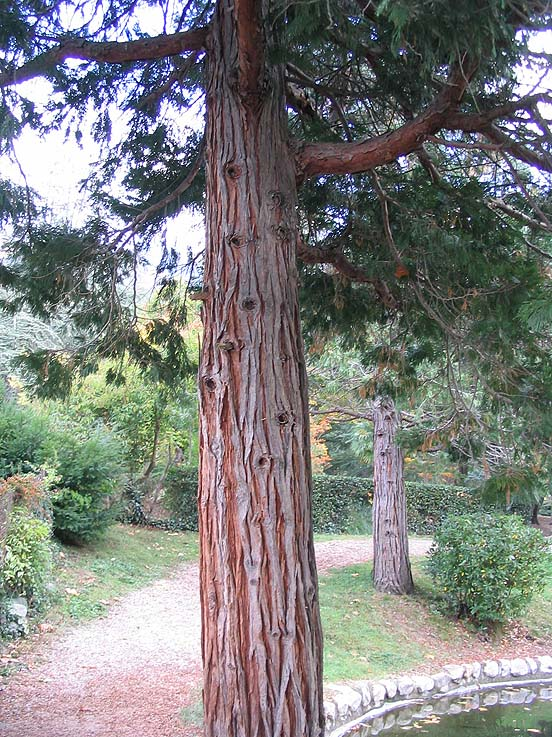
Tronc de l'arbre